# Camarazi de război
Camarazi de război (în engleză Band of Brothers) este un serial inspirat de bestsellerul lui Stephen E. Ambrose, care prezintă povestea Companiei "Easy" (Compania E, Regimentul 506 I.P. din Divizia 101 Parașutiști a Statelor Unite), în cel de-al doilea război mondial.
Camarazi de război descrie experiența prin care au trecut soldații, bazându-se pe jurnalele și scrisorile lor, de aceea acțiunea filmului se apropie foarte mult de adevărul istoric. Ei s-au parașutat în dimineața zilei Z, capturând steagul lui Hitler în bătălia de la Berchtesgaden. Au suferit multe pierderi și au devenit legende.
Producătorii serialului în 10 episoade au fost Tom Hanks și Steven Spielberg, care au luat decizia de a face serialul după succesul avut cu Salvați soldatul Ryan.

## Episoade
| Nr. | Titlu                | Regizat de          | Scris de                                  | Main character                    | Data difuzării     | US telespectatori (milioane) |
| --- | -------------------- | ------------------- | ----------------------------------------- | --------------------------------- | ------------------ | ---------------------------- |
| 1   | „Currahee”           | Phil Alden Robinson | Scenariu de: Erik Jendresen and Tom Hanks | Richard Winters and Herbert Sobel | 9 septembrie 2001  | 9.90                         |
| 2   | „Day of Days”        | Richard Loncraine   | John Orloff                               | Richard Winters                   | 9 septembrie 2001  | 9.90                         |
| 3   | „Carentan”           | Mikael Salomon      | E. Max Frye                               | Albert Blithe                     | 16 septembrie 2001 | 7.27                         |
| 4   | „Replacements”       | David Nutter        | Graham Yost and Bruce C. McKenna          | Denver "Bull" Randleman           | 23 septembrie 2001 | 6.29                         |
| 5   | „Crossroads”         | Tom Hanks           | Erik Jendresen                            | Richard Winters                   | 30 septembrie 2001 | 6.13                         |
| 6   | „Bastogne”           | David Leland        | Bruce C. McKenna                          | Eugene Roe                        | 7 octombrie 2001   | 6.42                         |
| 7   | „The Breaking Point” | David Frankel       | Graham Yost                               | Carwood Lipton                    | 14 octombrie 2001  | 6.43                         |
| 8   | „The Last Patrol”    | Tony To             | Erik Bork and Bruce C. McKenna            | David Webster                     | 21 octombrie 2001  | 5.95                         |
| 9   | „Why We Fight”       | David Frankel       | John Orloff                               | Lewis Nixon                       | 28 octombrie 2001  | 6.08                         |
| 10  | „Points”             | Mikael Salomon      | Erik Jendresen and Erik Bork              | Richard Winters                   | 4 noiembrie 2001   | 5.05                         |